# Heidrun Thaiss
Heidrun Thaiss ist eine deutsche Kinderärztin und Hochschullehrerin. Sie leitete von 2015 bis 2020 die Bundeszentrale für gesundheitliche Aufklärung. Thaiss ist Präsidentin der Deutschen Gesellschaft für Sozialpädiatrie und Jugendmedizin und Mitglied des Hochschulrats der Westfälischen Wilhelms-Universität Münster.

## Werdegang
Thaiss studierte Medizin und wurde im Jahr 1983 zum Thema „Störungen der Hämostase bei Patienten mit juvenilem Diabetes mellitus (Diabetes mellitus Typ I), neue Aspekte der Microangiopathia diabetica“ an der Albert-Ludwigs-Universität in Freiburg promoviert. An der Freiburger Universitätskinderklinik absolvierte sie ihre Facharztausbildung zur Kinderärztin. Begleitend war Thaiss wissenschaftlich tätig und forschte zur Hämostaseologie. Ab 2008 war Thaiss im Ministerium für Soziales, Jugend, Familie, Senioren, Integration und Gleichstellung des Landes Schleswig-Holstein tätig. Sie leitete dort die Leitstelle Prävention und Gesundheitsförderung des Landes Schleswig-Holstein. Im Jahr 2020 wurde sie Honorarprofessorin für Health Promotion an der Technischen Universität München.

### Bundeszentrale für gesundheitliche Aufklärung
Im Jahr 2015 übernahm Thaiss die Leitung der Bundeszentrale für gesundheitliche Aufklärung. Im Laufe ihrer Amtszeit stieg die Beschäftigtenzahl dieser Behörde um ein Drittel an. Zudem stand die BZgA mehrfach in der Kritik, sowohl von Expertenseite als auch durch den Wissenschaftsrat. Kritisiert wurde geringe Publikationstätigkeit und unzeitgemäße Kommunikation. Diese Missstände wurden teilweise seit mehreren Jahren von vielen Seiten angemahnt.
Im Jahr 2017 kam vermehrte Kritik von Seiten der Krankenkassen hinzu, die sich auf die Regelungen des im Jahr 2016 in Kraft getretenen Präventionsgesetzes bezog. Dieses sieht vor, dass die Gesetzliche Krankenversicherung der BZgA ein Budget für die Gesundheitsförderung und -prävention in verschiedenen Lebenswelten, also beispielsweise auf die Situation von Langzeitarbeitslosen zugeschnittene Konzepte, bereitstellt. Dem Vorwurf der Krankenkassen, dieses als "Zwangsabgabe" empfundene Budget nicht sachgerecht zu nutzen, widersprach Thaiss und betonte, dass die Gründe für den geringen Abruf der Mittel in einer ungenügenden Mitarbeit der Kostenträger begründet wäre. Im Zuge der COVID-19-Pandemie in Deutschland initiierte Thaiss eine Kampagne der BZgA für eine größere Akzeptanz der Impfung innerhalb der Bevölkerung.
Thaiss initiierte weitgreifende Änderungen in der Arbeitsweise und der personellen Aufstellung der BZgA und sorgte für Fortschritte bei den Aktivitäten zur Präventions- und Gesundheitsförderung. Ihr Einsatz für eine wissenschaftliche Grundlage der Arbeit der BZgA wurde gelobt und die Aufnahme der BZgA in die internationale Dachorganisation International Association of National Public Health Institutes (ANHI) wurde insbesondere Thaiss‘ Engagement zugeschrieben. Neben dem Robert Koch-Institut ist die BZgA seither die einzige deutsche Institution in der ANHI. Im Jahr 2020 gab Thaiss planmäßig die Leitung der BZgA ab.

## Engagement
Thaiss gehört dem wissenschaftlichen Beirat des Robert Koch-Institutes für die Untersuchung der Prävalenz des Diabetes mellitus (Diabetes Surveillance am RKI) an. Zudem engagiert sie sich im Nationalen Aktionsbündnis Impfen, das sie seit 2021 wissenschaftlich berät. In der Deutschen Gesellschaft für Sozialpädiatrie und Jugendmedizin ist Thaiss seit Langem aktiv und gehörte bereits seit Jahren dem Vorstand an, als sie im Januar 2023 zur Präsidentin gewählt wurde.

## Ehrungen
- 2022 Meinhard von Pfaundler-Preis der Stiftung Kindergesundheit